# آب‌انبار وقت ساعت
آب‌انبار وقت ساعت مربوط به دوره صفوی است و در یزد، خیابان مسجد جامع، کوچه سید رکن الدین واقع شده و این اثر در تاریخ ۱۴ فروردین ۱۳۵۷ با شمارهٔ ثبت ۱۶۱۱ به‌عنوان یکی از آثار ملی ایران به ثبت رسیده است.